# Olympische Winterspiele 1924/Teilnehmer (Schweiz)
| Gelbes Symbol für Goldmedaillen mit stilisierten Olympischen Ringen | Graues Symbol für Silbermedaillen mit stilisierten Olympischen Ringen | Braundes Symbol für Bronzemedaillen mit stilisierten Olympischen Ringen |
| ------------------------------------------------------------------- | --------------------------------------------------------------------- | ----------------------------------------------------------------------- |
| 1                                                                   | —                                                                     | 1                                                                       |

Die Schweiz nahm an den Olympischen Winterspielen 1924 in Chamonix mit einer Delegation von 27 männlichen Athleten in 4 Sportarten teil. Das schweizerische NOK hatte 42 Sportler zu den Spielen gemeldet, von denen 27 an Wettkämpfen teilnahmen. Die Angehörigen der Militärpatrouille zählen nicht als offizielle Olympiateilnehmer. Insgesamt fünf Athleten waren bereits zum zweiten Mal bei Olympischen Spielen dabei:
- Louis Dufour (1920 Eishockey)
- Max Holsboer (1920 Eishockey)
- Marius Jaccard (1920 Eishockey)
- Bruno Leuzinger (1920 Eishockey)
- René Savoie (1920 Eishockey)

Bilanz: Die Eidgenossen hatten von allen Teilnehmern den kürzesten Weg. Chamonix liegt nur wenige Kilometer von der schweizerischen Grenze entfernt, und so kam es auch, dass ein Grossaufgebot von 42 Athleten an der Wintersportwoche teilnehmen sollte. Am Ende waren es nur 27, die bei den Wettkämpfen antraten. Gold für die Militärpatrouille von Oberleutnant Denis Vaucher und für den Viererbob von Eduard Scherrer sowie Bronze für den Eiskunstläufer Georges Gautschi. Eine Bilanz, die sich sehen lassen kann, zumal der dritte Platz von Gautschi vollkommen überraschend kam. Hinterher: Die Goldmedaille der Militärpatrouille war inoffiziell, zählte nicht – weil Demonstrationswettbewerb – und so bleiben nur je einmal Gold und Bronze für die Ergebnislisten übrig. Das hoch favorisierte Curling-Team war, aus welchen Gründen auch immer, nicht angereist. Die Skisportler blieben erwartungsgemäss im Mittelfeld und kämpften vor allem mit den Italienern und den Tschechoslowaken um die Plätze nach den Skandinaviern. Beste wurden hier Vinzenz Buchberger mit Platz 7 in der Nordischen Kombination und Alexandre Girard-Bille mit Platz 8 im Skispringen.

## Medaillengewinner

### Goldmedaillen
Bobsport: Viererbob II Eduard Scherrer (Pilot), Alfred Neveu, Alfred Schläppi und Heinrich Schläppi
Die Goldmedaille der Militärpatrouille wird nicht gewertet, da es sich um einen Demonstrationswettbewerb handelte.

### Silbermedaillen
keine

### Bronzemedaillen
- Eiskunstlaufen, Männer: Georges Gautschi

## Teilnehmer nach Sportarten

### Skisport(7)
- Xaver Affentranger
18 km Langlauf (Platz 22), Nordische Kombination (Platz 17), Skispringen (Platz 24)
- Alfred Aufdenblatten
50 km Langlauf (dnf)
- Hans Eidenbenz
18 km Langlauf (Platz 25), Nordische Kombination (Platz 15), Skispringen (Platz 23)
- Alexandre Girard-Bille
18 km Langlauf (Platz 26), Nordische Kombination (Platz 14), Skispringen (Platz 8)
- Hans Herrmann
50 km Langlauf (dnf)
- Antoine Julen
50 km Langlauf (dns) auch Militärpatrouille
- Simon Julen
50 km Langlauf (dnf)
- Peter Schmid
18 km Langlauf (Platz 14), Nordische Kombination (Platz 11), Skispringen (Platz 18)

### Militärpatrouille
30 km Militärpatrouille (Gold )
- Alfred Aufdenblatten
- Antoine Julen auch Skisport
- Alphonse Julen
- Denis Vaucher Captain

### Eiskunstlauf(1)
- Georges Gautschi
Männer (Bronze )
- Alfred Mégroz
Männer (dns)

### Eisschnelllauf
- Alexander Spengler
500 m (dns), 1500 m (dns), 5000 m (dns), 10'000 m (dns), Mehrkampf (dns)

### Eishockey(11)
Eishockeyteam (Platz 8)
- Fred Auckenthaler
- Walter von Siebenthal Captain
- Emil Filliol
- Marius Jaccard
- Ernest Jacquet
- Bruno Leuzinger
- Ernest Mottier
- Paul «Putzi» Müller
- René Savoie
- Donald Unger
- André Verdeil

Reserve: Louis Dufour, Max Holsboer

### Curling
Curling-Team (dns)
- Hans Buchli
- John Caprez
- Maurice Castan
- Charles Genillard
- Alphonse Rocco
- Hans Roelli
- Peter Wieland
- Werner Wieland

### Bobsport(8)
Viererbob I (dnf)
- Alois Faigle
- Anton Guldener
- Charles Stoffel (Pilot)
- Edmond Laroche

Viererbob II (Gold )
- Eduard Scherrer (Pilot)
- Alfred Neveu
- Alfred Schläppi
- Heinrich Schläppi

Reserve: C. Payer, H. Rigazio